# Пшибыльская, Анна
А́нна Пшибы́льская (пол. Anna Przybylska; 1978—2014) — польская актриса и фотомодель. Дважды позировала для журнала Playboy — в ноябре 2000 и в июне 2002.

## Биография
Родилась 26 декабря 1978 года в Гдыне. Дочь офицера военно-морского флота Богдана Пшибыльского (род. 1942) и Кристины Пшибыльской, работника сферы обслуживания (питание).
В 1997 году окончила лицей в Гдыне. В том же году дебютировала в фильме «Тёмная сторона Венеры». На телевидении дебютировала в 1998 году в роли Марыльки сериала Złotopolscy канала TVP2. Именно эта роль принесла Анне популярность.
Принимала участие в нескольких рекламных кампаниях. В 2004—2013 годах была лицом косметической марки «Астор» в Польше (с 2006 года — во всей Европе).
В конце июля 2013 года прошла операцию по удалению опухоли поджелудочной железы, лечилась в Швейцарии. В борьбе с болезнью её поддерживал партнёр — футболист гданьской «Лехии» Ярослав Бенюк. Умерла 5 октября 2014 года в Гдыне от рака поджелудочной железы. У неё осталось трое детей.

## Творчество

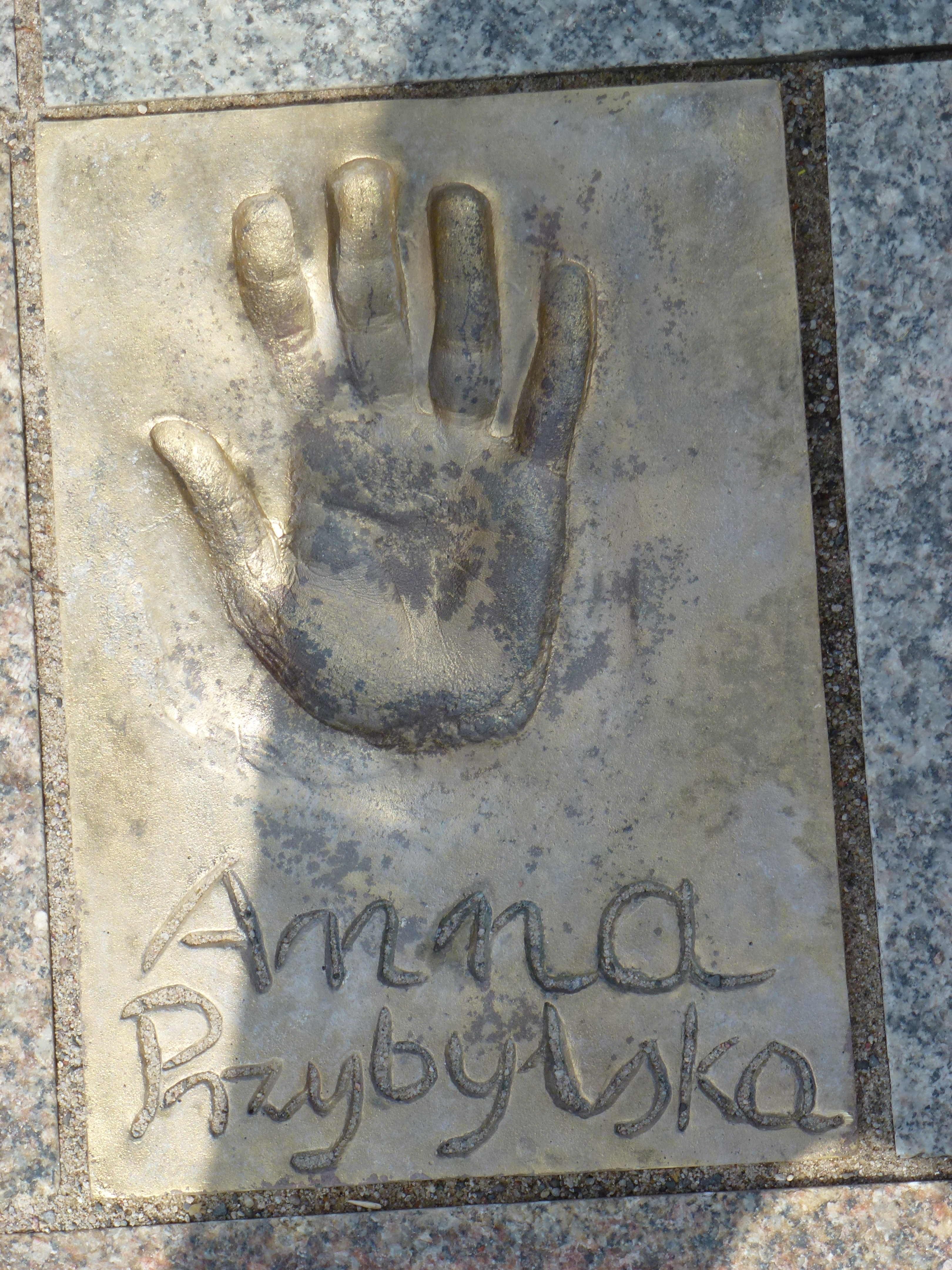
Оттиск на Аллее звёзд в Мендзыздрое

### Фильмография
Названия фильмов на польском языке:
- 1997 − Ciemna strona Wenus : «Suczka»
- 1999 − Gwiazdka w Złotopolicach : Marylka
- 2000 − Sezon na leszcza : «Laska»
- 2001 − Licencja na zaliczanie
- 2002 − Dzień świra
- 2002 − Kariera Nikosia Dyzmy : Jadzia
- 2002 − Rób swoje, ryzyko jest twoje : Gryzelda «Beata»
- 2002 − Superprodukcja : Donata Fiok
- 2003 − Królowa chmur : Kasia
- 2004 − Rh+ : Marta
- 2007 − Dlaczego nie! : pani Ania
- 2007 − Lekcje pana Kuki : Ala
- 2007 − Ryś : Jola
- 2008 − Kierowca (Limousine) : Julia
- 2008 − Złoty środek : Mirka vel Mirek Brzeski
- 2009 − Funio, Szefunio i reszta… czyli dzieciaki ratują świat : agentka Adama
- 2011 − Izolator : Matylda-Ojka
- 2012 − Bokser : Ewa
- 2012 − Sęp : Natasza McCormack
- 2013 − Билет в один конец на Луну : Halina «Roksana»